# ダムカレー

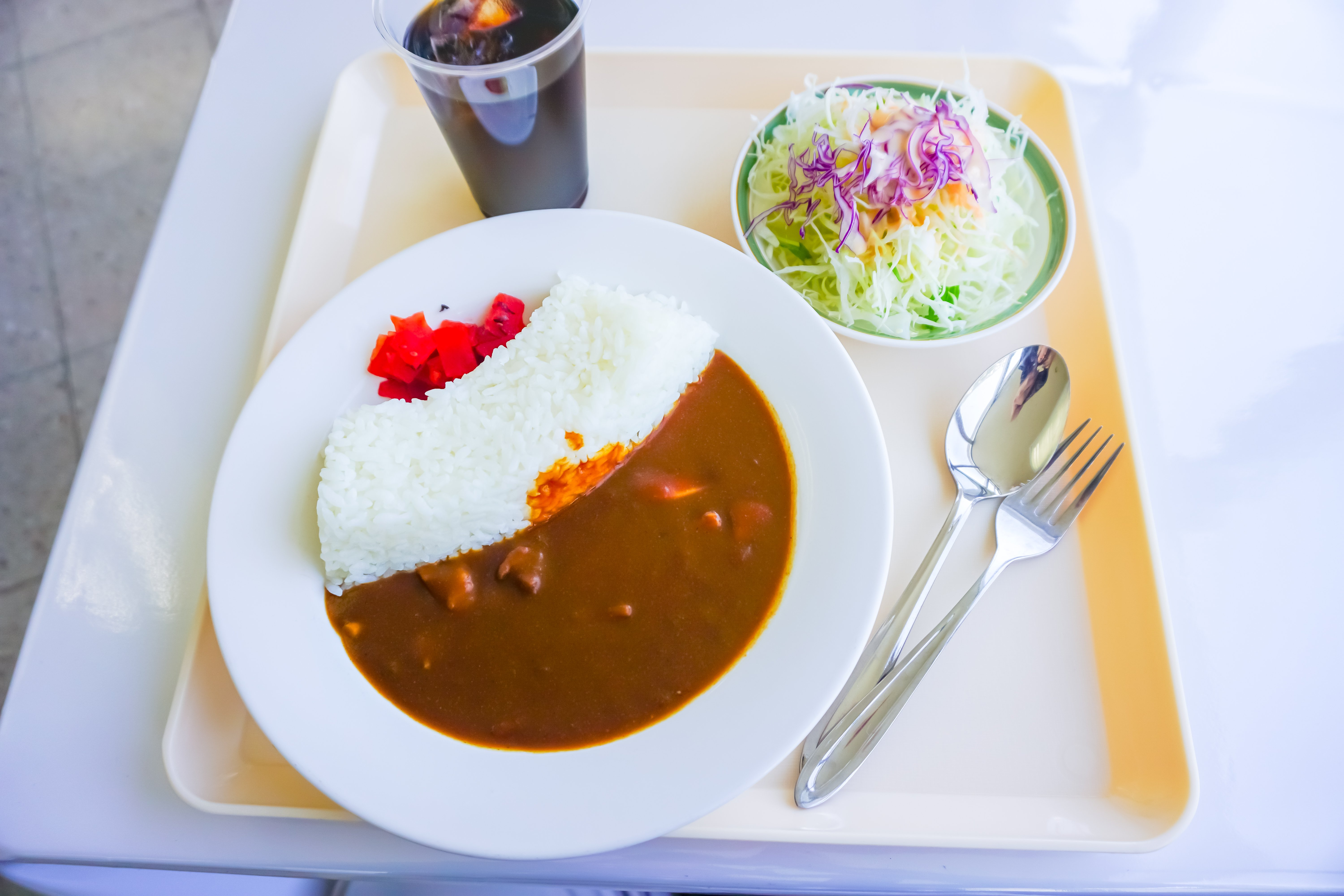
扇沢レストハウスの
「元祖黒部ダムカレー」

ダムカレーとは（主に）ご飯をダム、カレー（カレーソース）をダム湖に見立てて器に盛りつけたカレーライスのこと。

## 概要
ダムとダム湖を模したカレーライス自体は、昭和40年代初頭頃から立山黒部アルペンルートの長野県側の拠点である関電トンネルトロリーバス扇沢駅の大食堂（現・扇沢レストハウス）で「アーチカレー」という名称で提供されていた。
2007年前後に工場、ジャンクション、高架橋、送電鉄塔、団地、水門など大規模構造物（ドボクとして括られる）や廃墟などをエンターテイメントとして楽しむ風潮が活発化する。その流れでダムをエンターテイメントとして楽しむ人たち（ダムマニア）をマスコミが取り上げ、ダムマニアの1人である宮島咲が制作する「ダムカレー」も2007年からテレビ、新聞、雑誌などで取り上げられるようになる。
2009年頃に当時の民主党政権が掲げた「コンクリートから人へ」のスローガンのもと、ダム建設を含む公共事業が見直されたのを契機に、国土交通省などダム管理者が「ダムの大切さを広めよう」と勉強会を開催。宮島が地域振興策としてダムカレーを提案したところ、新聞やテレビなどのマスコミが報道をし、ダムカレーに注目が集まった。
マスコミ報道を受け、群馬県利根郡みなかみ町と長野県大町市ではダムに着目した地域おこしを企図し、2009年からそれぞれ「みなかみダムカレー」、「黒部ダムカレー」として協力する飲食店などでの販売を開始した。「みなかみダムカレー」と「黒部ダムカレー」は、コンビニエンスストアで限定商品として発売されたこともある。
この頃から、ダムが立地する他の地域でも地域活性化を目的としてダムカレーを提供するところが現れ始める。2010年以降はダムカレーの型式もアーチ式だけでなく、重力式などの型式も作られるようになり、バリエーションが増えている。
2007年からダムカードの発行が始まったことでダムに行く人が増えたこともあり、ダムカレーも各地で増えている。
2015年5月には、全国各地で提供されているダムカレーの情報を一元化できないかという発想から、「日本ダムカレー協会」が立ち上がった。同協会のリストによると、2018年時点で、石川県を除く46都道府県に「ご当地ダムカレー」がある。

### ダムカレーの特徴
ダムカレーはダムに見立てたご飯の片側にカレーを盛り付けるため、器の下流側が空いてしまう特徴がある。そのため、三州家のダムカレーとみなかみダムカレー以外の多くのダムカレーは、下流側にサラダなど副材を入れる傾向にある。多くの場合、ダムカレーは特別メニューとしての位置づけがなされるため、食材でダムやダム湖の周りの景観をイメージしたり、地域の特産品を使用したりすることが多い。
また、八ッ場ダムカレーのように堤体をかたどった陶器製の仕切りを皿の中央部に置き、ダム湖側にカレー、下流側にご飯を盛り付けたものや、しばたアスパラダムカレー（新潟県新発田市）のような特殊容器にカレーを入れるものなど、その形状は多様化している。

### 地域振興策としてのダムカレー
- ダムカレーは、ダムカードと並んでダムを観光資源化するインフラツーリズムによる地域おこし効果をもたらすとして期待されている[5]。
  - 東北でダムの人気が高まっており、「日本ダムカレー協会」によると、東北のダムカレーは26を数え、東北6県全てで販売実績がある[5]。
  - 茨城県東茨城郡城里町では、町の活性化を目指す高大官連携プロジェクトの一環で地元の高校生と大学生らが藤井川ダムカレーをクラウドファンディングで寄付金を募り企画・開発し、2018年に発売から2ヶ月半で1千食を売り上げた[6][7]。
  - 最近ではダムの完成50周年や60周年記念としてダムカレーの提供を始める地域もあり[8][9]、さらに建設中のダムでもダムカレーを提供しているところもある。常設店舗のメニューとしてではなく、イベントやツアーなどでの限定商品としてダムカレーが提供されることもある[10]。
  - 地場の野菜などを使われる地産地消型のメニューを売りにしていることが多い[6][11][12]。

## ダムカレーの発展

### アーチカレー
1963年（昭和38年）の黒部ダム完成後、大町クラブハウス（当時、現在のANAホリデイ・インリゾート信濃大町くろよん）で「アーチカレー」が提供される。その後、1965年（昭和40年）代初頭頃から、黒部ダムの長野県側入口である扇沢駅の大食堂（現・扇沢レストハウス）で本格的に「アーチカレー」の販売が始まる。
「アーチカレー」は、黒部ダムの型式（アーチ式コンクリートダム）と扇沢の「扇」にちなみ、特注のステンレス製の型を使用してご飯を扇形に盛り付けた、ビーフカレーをベースとしたカレーライス。下流側にはラッキョウと福神漬を添える。
カレーライスの名称は「アーチカレー」で、「ダムカレー」ではなかったが、大町市内の複数の飲食店がご当地グルメとして「黒部ダムカレー」を提供することになったことに合わせ、2009年7月1日に「黒部ダムカレー」に名称を変更した（2003年以前に名称を変えていた可能性もある）。
関電トンネルなどの工事現場で働いていた作業員には飯場で週1回程度、カレーライスが出されていたといわれる。カレーライスが作業員の心の拠り所となっていたことから、「アーチカレー」は黒部ダムの建設現場で働いていた労働者が食べていたカレーライスを受け継いでいるといわれることがある。

### 三州家で提供されていた「ダムカレー」
2000年代初頭頃に、東京都墨田区にある飲食店三州家で、宮島咲により「ダムカレー」が開発される。三州家（明治22年創業）はダムマニアとして知られる宮島咲が経営する割烹料亭と和風レストランで、当初は自分用の賄い料理として制作していた。「ダムカレー」という名称はここから始まると思われる。
器は基礎地盤、ご飯は堤体、カレールーは貯水池、福神漬は放流された水や減勢工を表し、実物のダムを忠実に再現するようにしている。野菜などの副材は、現実のダムとは縮尺が大きく異なり、ダムとしての造形美を壊してしまうため、ダムカレーには使用しない。また、下流から眺めるダムが一番美しく見えるという理由から、堤体下流部には福神漬しか配置しない。
アースダム、アーチ式、重力式、ライスフィル等の種類があり、ダムの型式によりご飯の量が変わる。ダムカレーはダムであるべきだという考えから、アースダムカレーには犬走りを刻み、アーチ式ダムカレーはオーバーハングを持った放物線ドーム型アーチの形状に造りこむなど、実際のダムの形状に即した形態とした。カレーライスではなく、あくまでもダムとしてのライスがカレールーを堰き止めるものとして提供していたメニューで、料理として食べて楽しむものというよりも、箱庭のように見て楽しむ要素の方が大きいとしていた。
2007年にテレビや新聞などマスコミでダムカレーが取り上げられると問い合わせが多くなったため、一般客でも注文できる特別メニューとして提供を始める。2008年にはダムカレーカードを自作するなどし、ダムカレーの普及に大きく貢献。しかし、ダムにあまり興味のない人がダムカレーをカレーライスとしての感覚で注文をすることが多くなったため、2012年頃より販売を休止した。
2015年には、「ダムカレー施工教室」を実施している。

### みなかみダムカレー

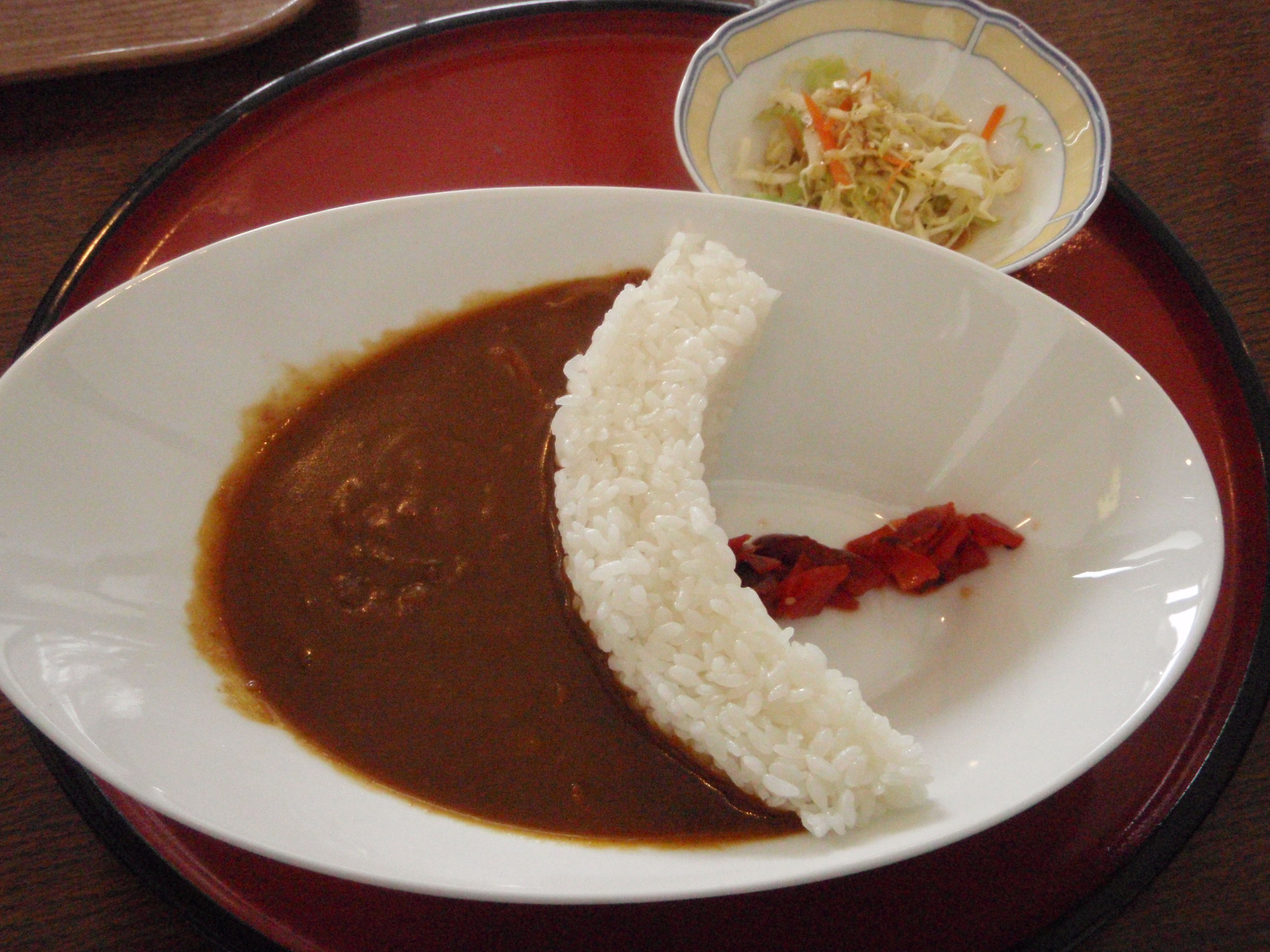
みなかみダムカレー
（アーチ式ダム版）

矢木沢ダム、奈良俣ダム、須田貝ダム、藤原ダム、相俣ダムなど型式の異なるダムが立地する群馬県利根郡みなかみ町では、2008年に水上温泉旅館協同組合青年部が、みなかみ町の自然とダムをアピールするための方法を模索。その中でマスコミ等で報道されていた「ダムカレー」に着目し、宮島咲に協力を依頼する。
水上温泉旅館協同組合青年部は、ダムカレーをアピールすることにより、ダムに注目してもらい、水の大切さを理解すると共に利根川源流で自然豊かなみなかみ町のアピールにつなげることと、ダム堤体の形にこだわることの二点をコンセプトとしてダムカレー作りに着手する。
ダム湖の雰囲気が出せ、堤体がより美しく見えるような皿を選定し、誰でも同じ堤体の形が作れるよう、宮島が作った粘土の原型を元にして燕三条の職人に依頼してダムカレー用の型を制作した。
ダムカレー自体はできるだけダムの形に忠実であり、ダムの「形」を見せるとのポリシーから、ダム本体は統一の型を使用し、ダム下流部は水の流れを表現する福神漬けなど以外は盛りつけない、それぞれの店舗の個性はカレールーで出すことにした。

#### 販売開始後
2009年6月16日、東京・銀座にある群馬県アンテナショップでお披露目会を実施。同年中にみなかみダムカレーとして町内の店舗で販売を始める。当初は矢木沢ダムをイメージしたアーチ式のみであったが、2010年に重力式、ロックフィル式も完成し、三種類の型式のダムカレーの販売を始める。同年9月から10月にかけては、北関東を中心とするコンビニエンスストアセーブオンで宮島監修の「アーチ式ダムカレー大盛り」が期間限定発売され、パッケージには矢木沢ダムの写真が使われた。
みなかみダムカレーでは、ご飯で作ったダムとダムサイトは統一形状としているが、堤体上部のオリジナリティーは認められているので、ダム提供店舗では食材で選択取水設備、リップラップ、ゲート機械室、キャットウォークなどを再現し、ダムカレーが本物のダムに近付くよう工夫を凝らすようになる。
2014年9月から2015年3月にかけて、ダムカレーカードがもらえるスタンプラリーを実施。

### 黒部ダムカレー

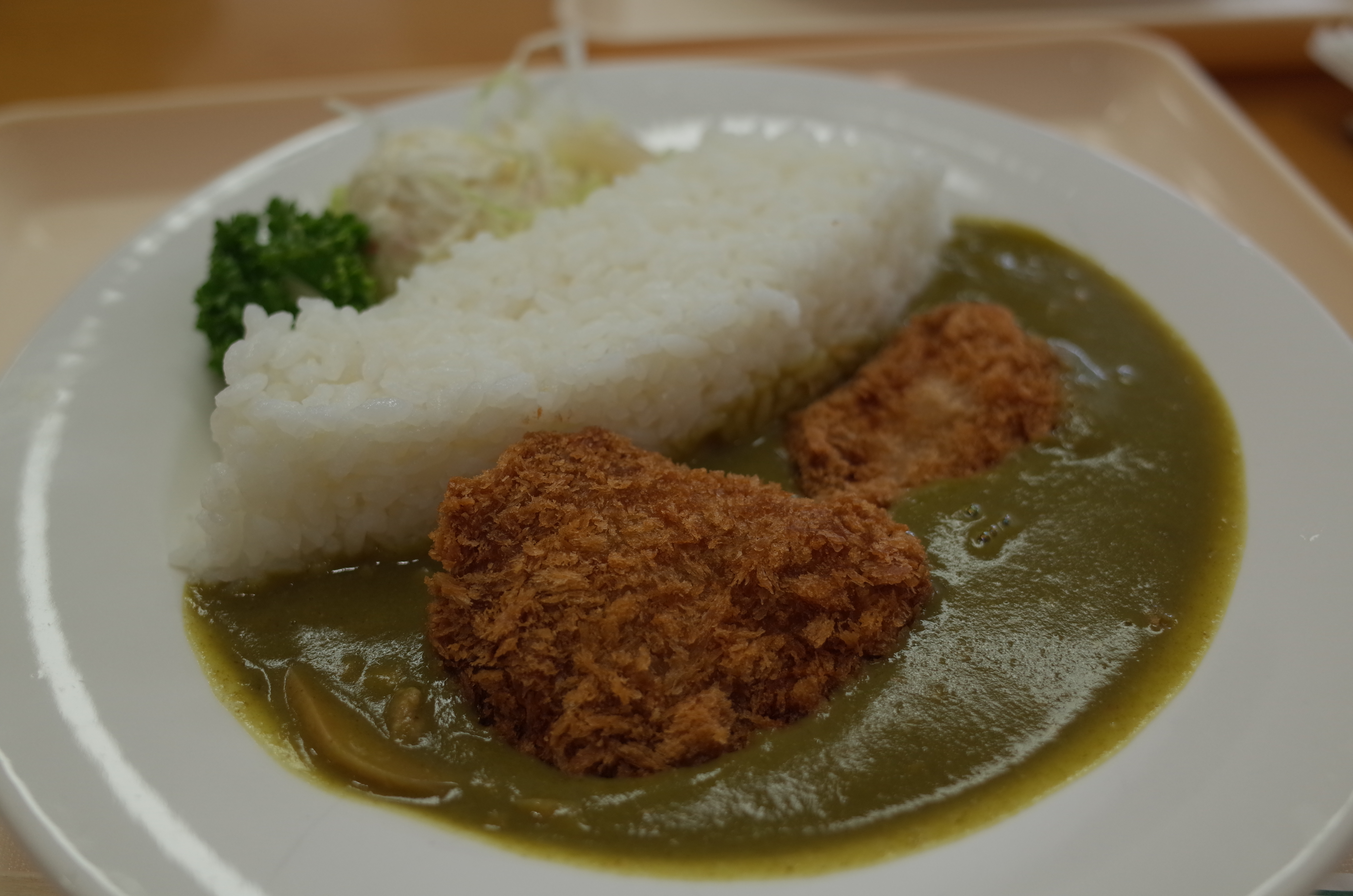
黒部ダムレストハウスでの
ダムカレー

黒部ダムレストハウスでは、2003年以前から黒部ダムを模したカレーライスを「黒部ダムカレー」の名称で提供していた。
大町市で2007年に行われたイベントでは、扇沢レストハウスの「アーチカレー」を参考にした直径1.5メートルの「巨大黒部ダムカレー」を制作し、来訪者に振る舞い好評を得る。
2009年5月になると、「黒部ダムカレー」を観光・地域振興のため大町市内の飲食店で提供できないかという提案が地元から出される。賛同した有志とともに「黒部ダムカレー」の条件（「ライスを堰堤の形にする」「カレールーは堰堤の内側に流し込む」「カレールーの上に遊覧船に見立てたトッピングを乗せる」「必ず水をつける」「料金は700円以上とする」の5項目）を決めた。使う材料や味はそれぞれの飲食店に任せ、できるだけ条件のハードルを低くすることで、店舗がそれぞれの持ち味を生かした黒部ダムカレーをつくることができるよう配慮した。
黒部ダムカレーの条件をもとに、くろよんロイヤルホテルが試作品を制作。その後、2009年7月1日に、「黒部ダムカレー」が大町市内の7店舗でスタートした。「黒部ダムカレー」は大町市の地域振興のために作られたダムカレーなので、5つの条件を満たせば「黒部ダムカレー」として売ることができる。黒部ダムカレーはダムをミニチュアとして再現するものではないので、下流側にはサラダなどの食材を入れることができる。
2018年夏に黒部ダムカレーは誕生から10周年を迎え、長野県大町市が黒部ダムカレー推進協議会加盟店に実施したアンケートによれば年間5万7000食を売り上げた。

#### 販売開始後の評価
販売を開始すると、大町市で黒部ダムカレーを提供することにより、黒部ダムの観光客を大町市に呼び込むことを狙いとした珍しい取り組みとして、マスコミ等で話題として取り上げられる。その一方、大町市の名前がない「黒部ダムカレー」が大町市のアピールとして有効なのか、大町市には高瀬ダムなど他にもダムがあるが、それを無視するのかなどの声も上がる。
それらに対し事務局側では、黒部ダムは周辺地域一体の観光資源なので、大町の名称を冠することはしない。あくまでも全国的に知名度の高い黒部ダムの玄関口の一つとして大町市を印象づけることが地域ブランドを構築していく上で重要なので、地域ブランド構築の方針に沿って黒部ダムカレーのプロジェクトを進めていくとしていた。

#### 黒部ダムカレーの展開
ゼロ予算で始まったプロジェクトのため、比較的お金のかからないウェブサイト、ブログ、ツィッターなど、当初は主としてインターネット上でのアピールに努めていたが、徐々に協力店舗が増加していく。
信州大学は2007年に大町市と連携協定を結び、大町市の地域ブランド構築に関して大町市の全国的な認知度や、地域資源などを多角的に調査する共同研究を進めていた。その結果、大町の知名度を上げるキーワードが「黒部ダム」であることを明らかにした。この研究成果を基に、大町市が中心となって、黒部ダムにまつわる“食の資源”として「ご当地グルメ」「地域活性化のツール」として黒部ダムカレーを提供するに至ることになる。2010年には大町市・信州大学の「地域ブランド共同研究」と、コンビニエンスストアサークルKサンクスの地域活性化企画である「信州MOTプロジェクト」とが連携し、共同企画として黒部ダムカレーがコンビニ弁当として限定発売されることになる。
2週間限定で、長野県内のサークルKサンクスで販売された黒部ダムカレー弁当は、味付けや具の選定、盛りつけなどには信州大学学生のアイデアを盛り込み、PR・情報マネジメントは信州大学がトータルサポート。店頭で消費者に「黒部ダムカレー」のコンセプトを的確に伝えるための動画を利用したデジタルポップの提案・制作も学生が行った。
この弁当は好評を博し、2011年には関東・北陸・静岡のサークルKサンクスでも期間限定で発売された。
2011年には黒部ダムカレーの団体「黒部ダムカレー.com」が発足し、大町市と姉妹都市である東京都立川市でも黒部ダムカレーを提供する店舗が現れた。また、横須賀カレーフェスティバルなど各地のイベントにもご当地カレーとして出店した。2013年には、黒部ダム完成50周年記念として、カレーハウスCoCo壱番屋で「ココイチの黒部ダムカレー」を長野県のみで限定販売。2014年に信濃大町カレーストリートで黒部ダムカレースタンプラリーを実施した。

## その他のダムカレー
- 2009年
  - 一ツ瀬ダムカレー（宮崎県）
  - 温井ダムカレー（広島県）
  - 豊平峡ダムカレー（北海道）
- 2010年
  - 七倉ダムカレー（長野県）
  - 川治ダムカレー（栃木県）
  - 湯西川ダムカレー（栃木県）
  - 日吉ダムカレー（京都府）
- 2011年
  - 太田川ダムカレー（静岡県）
  - 下筌ダムカレー（大分県）
  - 宮ヶ瀬ダムカレー（神奈川県）
  - 相模ダムカレー（神奈川県）
- 2012年
  - 阿木川ダム湖カレー（岐阜県）
  - 嘉瀬川ダムカレー（佐賀県）
  - 草木湖ダムカレー（群馬県）
  - 荒瀬ダムカツカレー（熊本県）
  - 竜神ダムカレー（茨城県）
- 2013年
  - 渡良瀬遊水地ダムカレー（栃木県）
  - 八ッ場ダムカレー（群馬県）
  - 三国川ダムカレー（新潟県）
  - 野洲川ダムカレー（滋賀県）
  - 新豊根ダム・佐久間ダムカレー（愛知県）
  - 片倉ダムカレー（千葉県）
  - 玉川ダムカレー（愛媛県）
- 2014年
  - 津軽ダムカレー（青森県）[5]
  - 胆沢ダムカレー（岩手県）
  - 長井ダムカレー（山形県）[5]
  - 田子倉ダムカレー（福島県）[5]
  - 小山ダムカレー（茨城県）
  - 浦山ダムカレー（埼玉県）
  - 温泉ダムカレー（富山県）
  - よことくダムカレー（岐阜県）　横山ダムと徳山ダムを合わせたダムカレー
  - 湯原温泉ダムカレー（岡山県）
  - 殿ダムカレー（鳥取県）
  - 早明浦ダムカレー（高知県）
- 2015年
  - 松下ダムカレー（大分県）　松原ダムと下筌ダムのダムカレー
  - 大間ダムカレー（静岡県）
  - しばたアスパラダムカレー（新潟県）
  - 岩屋ダムカレー（岐阜県）
  - 有間ダムカレー（埼玉県）
  - 下久保ダムカレー（群馬県）
  - 布目ダムカレー（奈良県）
  - 奥只見ダムカレー（新潟県）
  - さくら湖ダムカレー（福島県）
  - 東荒川ダムカレー（栃木県）
  - 朝里ダムカレー（北海道）
  - 釜房ダムカレー（宮城県）
  - 永源寺ダムカレー（滋賀県）
  - 安威川ダムカレー（大阪府）
  - 徳山ダムカレー（岐阜県）
- 2017年
  - 川内ダムカレー （青森県）[5]
  - 宮川ダムカレー（三重県）
  - 羽布ダムカレー（愛知県）[16]
  - 新郷ダムカレー（福島県）[17]
  - 山郷ダムカレー（福島県）[17]
- 2018年
  - 世木ダムカレー（京都府）[11]
  - 南相木ダムカレー（長野県）[18]
  - 上郷ダムカレー（山形県）[19]
  - 権現堂ダムカレー（埼玉県）[9]
  - 藤井川ダムカレー（茨城県）[6][20][7]
  - 大滝ダムカレー（奈良県）[8][21]
  - 鶴田ダムカレー（鹿児島県）[22][23]
  - 岩尾内ダムカレー（北海道）[24]
- 2019年
  - 十王ダムカレー（茨城県）[10]
  - 滝里ダムカレー（北海道）[12]
  - 設楽ダムカレー（愛知県）[25]

## ダムカレーが登場する作品

### 漫画
- ダムマンガ（井上よしひさ）　三州家のダムカレーと宮島咲が登場